# Harpyionycteris whiteheadi
Harpyionycteris whiteheadi é uma espécie de morcego da família Pteropodidae. Endêmica das Filipinas, sendo registrado nas ilhas de Biliran, Camiguin, Cebu, Leyte, Luzon, Maripipi, Masbate, Mindanao, Mindoro, Negros, e Samar.